# Estadio Municipal Juscelino Kubitschek
El Estadio Municipal Juscelino Kubitschek de Oliveira también conocido como Estadio JK es un estadio de fútbol ubicado en la ciudad de Itumbiara, estado de Goiás en Brasil, el recinto fue inaugurado en 1976 y posee una capacidad para 14.500 espectadores. Alberga los partidos del Itumbiara Esporte Clube en el Campeonato Goiano y en el Campeonato Brasileño.
El estadio es propiedad del Ayuntamiento de Itumbiara y lleva el nombre de Juscelino Kubitschek, quien fuera presidente de Brasil entre 1956 a 1961.
El estadio JK fue inaugurado el 10 de octubre de 1977, cuando el Itumbiara EC empató con Vasco da Gama 0-0. El récord de asistencia de público fue de 27,795 fanáticos en este juego inaugural.
El Estádio JK recibió una importante renovación en 2007. En 2008 Itumbiara conquistó su único título del campeonato Goiano, en el primer partido de la final del campeonato el 27 de abril de 2008, Itumbiara superó al Goiás Esporte Clube por 1 X 0, y batió el récord de asistencia de público al estadio, con la presencia de 30.000 personas.
El 4 de marzo de 2009, en un partido válido por la primera fase de la Copa de Brasil de aquel año, el Corinthians se enfrentó al Itumbiara EC en el Estádio JK. En este partido, Ronaldo ingreso al juego durante 27 minutos durante la segunda parte, volviendo a la cancha después de 387 días sin jugar en un partido oficial.